# S-III (szybowiec)
S-III – polski szybowiec amatorski zbudowany w dwudziestoleciu międzywojennym.

## Historia
Komitet Wojewódzki Ligi Obrony Powietrznej i Przeciwgazowej w Poznaniu zlecił inżynierowi Józefowi Wallisowi opracowanie szybowca przeznaczonego do udziału w II Wszechpolskim Konkursie Szybowcowym. 
Konstruktor wzorował się na dwumiejscowym dwupłatowym szybowcu Fokker FG.2, na którym w 1922 roku ustanowiono światowy rekord długotrwałości lotu. Szybowiec zbudowano w Wielkopolskiej Wytwórni Samolotów „Samolot” z wykorzystaniem dostępnych tam elementów konstrukcyjnych. Konstruktor wykorzystał m.in. płat samolotu Hanriot H.28. Szybowiec został zgłoszony do udziału w konkursie i otrzymał numer konkursowy 19. Miał go pilotować Jerzy Kossowski.
Szybowiec został przetransportowany na miejsce zawodów w Oksywiu. Po zmontowaniu komisja techniczna nie dopuściła go do udziału w lotach z uwagi na złe wyważenie konstrukcji. Dalsze jego losy nie są znane.

## Konstrukcja
Dwumiejscowy szybowiec w układzie dwupłata.
Kadłub podłużnicowy. Pierwsze miejsce przebaczone dla pilota, drugie dla pasażera. 
Płat dwudźwigarowy o obrysie prostokątnym, o jednakowej rozpiętości i cięciwie (istniała możliwość wymiennego stosowania płatów), kryty w całości płótnem. Płat dolny dwudzielny, płat górny trójdzielny z centralnym baldachimem. Lotki znajdowały się na obu płatach. Komora płatów połączona była czterema parami międzyskrzydłowych zastrzałów równoległych i usztywniona krzyżowymi naciągami z drutu. 
Usterzenie klasyczne w układzie dolnokrzyżowym. Statecznik poziomy jednoczęściowy. Napęd sterów linkowy.
Podwozie główne złożone z dwóch równoległych płóz oraz płozy ogonowej.